# Камберланд Гап (Тенеси)
Камберланд Гап (енгл. Cumberland Gap) град је у америчкој савезној држави Тенеси.

## Демографија
По попису из 2010. године број становника је 494, што је 290 (142,2%) становника више него 2000. године.
| Група             | 2000.       | 2010.       |
| Белци             | 202 (99,0%) | 427 (86,4%) |
| Афроамериканци    | 0 (0,0%)    | 21 (4,3%)   |
| Азијати           | 0 (0,0%)    | 24 (4,9%)   |
| Хиспаноамериканци | 0 (0,0%)    | 3 (0,6%)    |
| Укупно            | 204         | 494         |